# Firewind
Firewind é uma banda grega de power metal.
 Formada em 1998, o grupo está atualmente com a gravadora Century Media Records e era originalmente um pequeno projeto criado pelo guitarrista, Gus G. para mostrar sua demo, Nocturnal Symphony, quando ele estudava na Berklee College of Music. O nome da banda foi inspirado no segundo álbum do Electric Sun.

## Membros

### Atuais
- Herbie Langhans - vocais (2020-atualmente)
- Gus G. (Kostas Karamitroudis) - guitarra (1998–atualmente)
- Bob Katsionis  (Babis Katsionis) - teclados e guitarra (2004–atualmente)
- Petros Christo (Petros Christodoylidis) - baixo (2003–atualmente)
- Johan Nunez - bateria (2011-atualmente)

### Antigos membros
- Henning Basse - vocais (2015-2020)
- Brandon Pender - vocais (1998)
- Stephen Fredrick - vocais (1998-2003)
- Chitral Somapala - vocais (2003-2005)
- Kostas Exarhakis (Kostas Exarhakis) - baixo (2001-2003)
- Matt Scurfield - bateria (1998-1999)
- Brian Harris - bateria (1999-2003)
- Stian L. Kristoffersen - bateria (2003-2005)
- Mark Cross - bateria (2006-2010)
- Michael Ehré - bateria (2010)
- Apollo Papathanasio - vocais (2006–2013)
- Kelly Sundown Carpenter - vocais (2013-2015)

## Discografia
Álbuns de estúdio
- Nocturnal Symphony (Demo) (1998)
- Between Heaven and Hell (2002)
- Burning Earth (2003)
- Forged by Fire (2005)
- Allegiance (2006)
- The Premonition (2008)[7]
- Days of Defiance (2010)
- Few Against Many (2012)[8]
- Immortals (2017)[9]
- Firewind (2020)[10]

Álbuns ao vivo
- Live Premonition (2008)
- Apotheosis - Live (2012)

Coletâneas
- ''Melody and Power (2002, coletânea da Massacre Records)
- ''Century Media Records: Covering 20 Years of Extreme (2008)

### Singles
- "Falling to Pieces" (2006)
- "Breaking the Silence" (2007)
- "Mercenary Man" (2008)
- "World on Fire" (2010)
- "Embrace the Sun" (2011)
- "Wall of Sound" (2012)
- "Hands of Time" (2016)
- "Ode to Leonidas" (2016)
- "Rising Fire" (2020)